# Michou (chanteuse)
Pour les articles homonymes, voir Michou (homonymie).
Michou (de son vrai nom Marie-Christiane Denise Ducap) est une chanteuse de La Réunion née le 9 août 1960 à Saint-Denis.

## Biographie
Michou est la fille du compositeur et musicien Narmine Ducap qui découvre ses talents musicaux et lui compose son premier titre Viens dors dans mon dos en 1968 (son frère Christian est aussi musicien). Elle enregistre ses premiers ségas en 1971. À l'âge de douze ans, elle connaît son premier tube avec Crazé salle verte et devient « la petite fiancée des Réunionnais ». En 1974, elle publie Bouscule pas, chanson qui sera reprise en 1982 par Carlos sous le titre Mario mon coco.
Son père ayant toujours privilégié pour elle les études à la musique, Michou attendra ses quinze ans pour se produire sur scène. Après de nombreux 45 tours, elle fait une rencontre décisive avec les musiciens du groupe Caméléon (entre autres, Alain Péters, René Lacaille, Loy Ehrlich, Bernard Brancard) qui signeront en 1978 les orchestrations du 33 tours Tombé levé, une des meilleures ventes du label Royal. Au début des années 1980, Michou donnera des concerts à Maurice au théâtre de Port-Louis et au Bataclan de Paris. En 1984, elle intègre le groupe Calypso, dans lequel elle rencontre son compagnon, le guitariste Marcel Albac. 
Après une parenthèse dans les années 1990, Michou sort un nouvel album en 1998 et participe la même année au spectacle Cocktail séga donné à l'Olympia.

## Discographie
45 tours
- Viens dors dans mon dos ; Séga klaxon ; Route en corniche ; Papa Noël, AS AS3010 (accompagnement : Narmine Ducap & Max Dormeuil).
- Larobée ; Crasé salle verte, Jackman J40118 (accompagnement : Les Dièses).
- Garde moi ; P'tit l'ambiance, Jackman J40268.
- Cafrine ; La Rake mon bon Dieu ; Ti planteur la Réunion ; Séga samedi soir, Issa I15016.
- Ça un affaire ça ; L'Amour y fait mal, Issa I4051 (accompagnement : Les Dièses).
- Bouscule, bouscule pas ; Femme à pic, Issa I4054 (accompagnement : Les Dièses).
- Carnaval la plaine ; Toi ma petite île, Issa I4072, 1976 (accompagnement : Les Dièses).
- Michou ; Zordi ton fête maman, Issa I4094, 1976
- Un Crasé longtemps ; Régime télé couleur, Issa I6013 (accompagnement : Les Soul Men).
- Cyclone cyclone arrête ; Jamais na kité, Issa I6014 (accompagnement : Les Soul Men).
- Vivre sans toi jamais ; Ti pays regretté, Issa I6034 (accompagnement : Les Soul Men).
- Mam'zelle Paula ; Vive la pluie, Royal DR770001, 1978.
- Maloya ton tisane ; Mariage Fanny, Royal DR770010.
- Largu' la sauce ; Tombé levé, Royal DR770018, 1978 (accompagnement : Les Caméléons).
- Maloya bibi ; Mi vois bébête, Royal DR770060, 1979.
- Bougr' libertin ; Maximin mon coco, Piros P5031, 1980.
- Toine, Antoine ; Pays kalou, Piros P5044.
- Crédo vidéo ; Grillé l'année, Piros P5090.
- Solo maloya ; Roi gamère, Piros P5102.
- Clotilde ; Cœur fané, 102FM 102P8703, 1987.

33 tours, Disque Compact
- Tombé levé, Royal DR770019, 1978 (accompagnement : Les Caméléons).
- Purgatoire créole, Piros, 1991.
- Piments bien forts, Sonodisc, 1998.
- Fantaisie créole, Piros, 1999.
- Best of, Discorama, 2005.

## Liens vidéos
- Maximin mon coco en live avec Guillaume Legras